# Antiklor
Natrijev tiosulfat pentahidrat (antiklor, hiposulfit, Na2S2O3 x 5 H2O) je kemijski spoj natrija, sumpora i kisika s kemijskom (molekulskom) formulom Na2S2O3 x 5 H2O. Antiklor je bezbojan (proziran) kristal (krutina) bez mirisa, topljivi u vodi.

## Uporaba
Antiklor se koristi za neutraliziranje (uklanjanje) zaostalog klora kod bijeljenja papira, tekstilnih vlakana, ulja, kostiju itd.
Otapa soli srebra te se stoga upotrebljava za ekstrakciju srebrovog klorida iz ruda, kao fiksirna sol u fotografiji (jer otapa soli srebra), kao reducens za klasične filmove, u kemijskoj analizi kao laboratorijski reagens, pomoćno sredstvo u bojenju i štampanju tkanina, galvanizaciji, u medicini, u kožarstvu pri kromnom štavljenju, itd. Poznat je i pod nazivom “antiklor” jer se u tekstilnoj industriji rabi za uklanjanje klora (sprječava štetno djelovanje klora) preostalog na tekstilu nakon izbjeljivanja klorom. Klor je jako oksidacijsko sredstvo i oksidira tiosulfat u sulfat.

### Prva pomoć, kontrola izloženosti i zaštita osoba
- Xn - štetno za zdravlje
- Grupa otrovnosti: IV
- Natrij-tiosulfat-pentahidrat ne spada u požarno opasne spojeve.
- Ako se stručno rukuje s ovim proizvodom ne postoji opasnost od štetnog djelovanja na okoliš.

- Za osobnu zaštitu dišnih organa koristiti respirator, za ruke zaštitne rukavice, za oči zaštitne naočale, za tijelo zaštitno odijelo, za noge zaštitne cipele.

- U slučaju dodira s kožom: 7agađenu odjeću odmah skinuti. Mjesto dodira s kožom temeljito oprati vodom.
- U slučaju dodira s očima: odmah isprati obilato tekućom vodom.
- Ako se udahne: udisati svježi zrak.
- Ako se proguta: ako se osoba ne osjeća dobro (progutana veća količina), zatražiti liječničku pomoć.

- Čuvati ga u dobro zatvorenoj ambalaži, u suhom i hladnom prostoru, zaštićeno od direktne sunčeve svjetlosti i topline.
- Uvjeti koje treba izbjegavati: vlaga, izlaganje sunčevoj svjetlosti i toplini.
- Opasne reakcije: natrij-tiosulfat-pentahidrat lako reagira s nitritima i peroksidima pri čemu postoji opasnost od eksplozije. S kiselinama stvara sumporne okside. Inkompatibilan je s jodom, kiselinama, olovom, živom i solima srebra.
- Opasni raspadni produkti: SO2

### Fizikalna i kemijska svojstva
- pH-vrijednost 5 %-tne vodene otopine (20 °C): 5,5-7,5
- Talište: 48 °C
- Gustoća (20 °C): 1,69 g/cm3
- Topljivost u vodi (20°C): 680 g/dm3